# Paul Robin
Paul Robin (Toulon, 3 de abril de 1837 - Paris, 31 de agosto de 1912) foi um pedagogo e pedagogista francês, representante da vertente conhecida como Pedagogia libertária, criador do ensino integral.

## Biografia
Nasceu a 3 de abril de 1837, em Toulon, distrito francês. Oriundo de uma família católica de clase media. Trabalhou como professor durante a década de 60 do Século XIX, participando da então formada Primera Associação Internacional dos Trabalhadores. Intercedeu em favor de Mikhail Bakunin frente as desavenças ideológicas com os seguidores de Karl Marx em conferencias realizadas em Bruxelas, Paris, Londres e Genebra. É expulso da Internacional junto com outros anarquistas. Na Suíça, participa como colaborador do Seminário L'Egalité até a data de Janeiro de 1870. Na década seguinte, passa a trabalhar no Orfanato de Cempuis, onde leciona suas teorias educacionais. Funda no ano de 1896, a Liga de regeneração humana, de fortemente influenciada pela Teoria populacional neomalthusiana e que terá uma existência conturbada devido a embates ideológicos de seus membros. Comete suicídio no ano de 1912.

## Pensamento Pedagógico
Idealizador do projeto pedagógico conhecido por ensino integrado, o educador pertence a corrente libertária da pedagogia moderna que preconiza a Educação como transformadora social. Seu racionalismo pedagógico, de caráter positivista, exercido durante os anos em que lecionou no Orfanato Cempuis, ensejava uma perspectiva proposta de Educação integral.
Defensor da Teoria populacional neomalthusiana, procurou controlar os altos índices de natalidade da classe operária aplicando método contraceptivos aprendidos durante sua estadia na Inglaterra. O pedagogo espanhol Francesc Ferrer seria fortemente influenciado na criação de seu modelo de ensino racional e posterior fundação da primeira Escola Moderna em Barcelona no ano de 1906.

## Influência
- Thomas Malthus, economista britânico.

## Influenciou
- Francesc Ferrer, pedagogo libertário espanhol.